# Geneviève de Brabant
Pour les articles homonymes, voir Geneviève de Brabant (homonymie).
Geneviève de Brabant est une héroïne légendaire du Moyen Âge.

## Origines
Très populaire, et ayant donné naissance à un nombre important d'œuvres littéraires et musicales, le personnage de Geneviève de Brabant paraît plus légendaire qu'historique.
La première version en langue française de son histoire semble être celle du père jésuite René de Ceriziers nommée L'Innocence reconnue ou Vie de Sainte Geneviève de Brabant et publiée dans un recueil en 1647. Elle aurait pour source un texte en latin de Matthias Emmich datant de 1472.
Les personnages cités dans le conte rendent impossible une datation historique. Il se pourrait que le personnage de Geneviève de Brabant soit directement inspiré de Marie de Brabant. Marie, accusée faussement d'adultère par Louis II de Bavière, son époux, fut exécutée le 18 janvier 1256 à Donauworth en Bavière.
Les nombreux auteurs donnent quelquefois à Geneviève de Brabant le titre de Bienheureuse ou de Sainte, rien ne semble confirmer ces titres.
La légende a inspiré une très riche imagerie populaire, jusqu'à la bande dessinée du XXe siècle, ainsi qu'un mystère en langue bretonne intitulé Jenofeva a Vrabant ("Geneviève de Brabant").

## Histoire
Geneviève, fille du duc de Brabant, était l’épouse du palatin Siffroi. Marié depuis quelque temps, mais n’ayant pas encore d’enfants, le palatin dut la quitter pour rejoindre Charles Martel et son armée. Geneviève, enceinte le jour du départ de son mari mais sans qu’elle le sût encore, fut confiée à l’intendant Golo. Celui-ci n’étant pas parvenu à la séduire, il la dénonça en affirmant qu’elle venait de donner le jour au fruit d’un adultère. Par courrier, Siffroi ordonna à Golo de faire noyer la mère et l'enfant.
L’intendant livra les deux victimes à des domestiques, qui, parvenus dans une forêt voisine, furent émus et attendris. Ils résolurent de leur laisser la vie et de les abandonner dans ce lieu sauvage. Pendant plusieurs années, Geneviève et son enfant survécurent dans la forêt grâce au lait d’une biche qui s’attacha à eux. Un jour, lors d’une chasse, Siffroi parvint jusqu’à la grotte où vivait Geneviève.
Devant le caractère miraculeux de cette rencontre, il comprit la vérité et fit exécuter son intendant Golo. À l’emplacement où elle fut retrouvée, et en remerciement pour sa protection, Geneviève de Brabant fit ériger une chapelle en l’honneur de la Vierge.

## Postérité

### Romans et nouvelles
- Geneviève de Brabant de Matthias Emmich, 1472, traduit du latin par Émile de La Bédollière (1841).
- Père René de Ceriziers s.j., L'innocence reconnue ou Vie de Sainte Geneviève de Brabant, Paris, 1634, Mons, 1638, Paris, 1640, 1645, 1646 etc., Tournai, 1640, Lyon, 1649, 1669, Bruxelles, 1656, 1675.
- L'innocence reconnue, romance d'Arnaud Berquin (1776)[3].
- Geneviève de Brabant de Pierre Duputel (1805).
- Histoire de Geneviève de Brabant, représentée en douze dessins au trait, avec un frontispice, gravés par Charles Johannot (Paris, 1813).
- La version allemande du chanoine Christophe Von Schmid (Genovefa, 1810), est parue en traduction française en 1836 à Lille (chez Lefort - voir  https://books.google.com/books?id=5bA_AAAAcAAJ) puis chez Casterman (Tournai, 1884, etc.) ainsi que chez Mame (Paris, 1938), et aussi sous forme d'adaptations (Payot, 1922).
- Geneviève de Brabant, et quelques autres aventures des Croisades de Jacques Collin de Plancy, Paris : Société de Saint-Victor (1853).
- Légendes pour les enfants de Paul Boiteau (1857).
- La touchante histoire de Geneviève de Brabant, de José Germain, Elbeuf, Coll. L'Adolescence catholique (1928), rééd. Nelson (1936).

### Adaptations scéniques
- Geneviève de Brabant, ou l'innocence reconnue, tragédie en 5 actes attribuée au Père René de Ceriziers (1669) lire en ligne sur Gallica].
- Soupirs de Sifroi ou l’innocence reconnue, tragédie de Pierre-Corneille Blessebois (1675).
- Geneviève de Brabant, tragédie en 3 actes de Cicile (1798)[4].
- Geneviève de Brabant, mélodrame en 3 actes et en prose de Ribié (1804)
- Geneviève de Brabant, drame en 3 actes et en prose de Madame de Staël (1808).
- Geneviève de Brabant, mélodrame en 4 actes d'Auguste Anicet-Bourgeois et Jean-Joseph Mourier (Valory) (1838)
- La Nouvelle Geneviève de Brabant, folie en 3 tableaux de Duvert et Lauzanne (1840)[5].
- Geneviève de Brabant, drame légendaire de Julien Daoust joué au Théâtre Arlequin du Québec (1930)[6].

### Dans les spectacles de lanterne magique
- Aloysius Bertrand, "A un bibliophile" in Gaspard de la nuit (1842)
- Marcel Proust, Du côté de chez Swann (1913)
- Patrice Guérin, "Spectacle de lanterne magique : TROPHONIUS et Geneviève de BRABANT", Site "Histoire des projections lumineuses", 26 juin 2012

### Adaptations musicales
- La Genoinda, opéra de Giulio Rospigliosi (1641).
- Geneviève de Brabant, opéra en 2 actes, et la suite en un acte, livret de Alexandre-Joseph Le Roy de Bacre et musique de François Alday (1791).
- Genoveva, opéra en 4 actes de Robert Schumann (1848).
- Geneviève de Brabant, opéra-bouffe de Jacques Offenbach (1859, 1867 et 1875).
- Geneviève de Brabant, opéra pour marionnettes d'Erik Satie (1899).
- Sainte Geneviève de Brabant, complainte de 53 couplets.[réf. souhaitée][7]

### Bandes dessinées
- Geneviève de Brabant, par Gaston Niezab, Les merveilleuses histoires racontées par l'image no 28, Paris : Les Editions modernes, 1938, 16 pl.
- Geneviève de Brabant, par Tonet Timmermans, dans Le Journal de Tintin belge, du no 44, du 30 octobre 1947, au no 12, du 18 mars, 1948, 21 pl.
- Genoveva de Brabante, par Jaume Juez i Castellà, Bruguera : Ediciones Toray, 1952, 66 pl. ; traduit de l'espagnol : Geneviève de Brabant, dans Mireille, du no 149, du 6 décembre 1956, au no 165, du 28 mars 1957.
- Genoveffa, par Devi, dans Gaie Fantasie (Editions Alpe) no 23, 5 décembre 1952, 11 pl. ; traduit de l'italien : Geneviève de Brabant, dans Le Petit Sheriff no 87 du 9 janvier 1954.
- Geneviève de Brabant, et Échec à l'Islam, suite et fin de Geneviève de Brabant, une Belle histoire de l'Oncle Paul par Mitacq (dessin) et Octave Joly (scénario), dans Spirou no 813 du 12 novembre 1953, 4 pl., et no 814 du 19 novembre 1953, 4 pl.
- Genoveva de Brabante, par E. M. Fariñas et Armando Borrell, Barcelona : Editorial Toray, 1964, colección Novelas Gráficas Clásicas no 16, 84 pl.

### Films
- Geneviève de Brabant, film anonyme produit par Pathé frères (France, 1907).
- Genoveffa - Il figlio della foresta, de Giulio Amauli (Italie, 1933).
- Genoveffa di Brabante, de Primo Zeglio (Italie, 1947).
- Le Chevalier des croisades (La leggenda di Genoveffa), de Arthur Maria Rabenalt (Italie - France - Allemagne, 1952).
- Genova, de F. Nagoor (Inde, 1953).
- L'amante di Paride, film a sketches italien (1954) de Marc Allégret et Edgar G. Ulmer, avec Hedy Lamarr dans le rôle de Geneviève.
- Geneviève de Brabant (Genoveffa di Brabante), de José Luis Monter et Riccardo Freda (Italie - Espagne, 1964).

### Analyses
- Catherine Velay-Vallantin, L'Histoire des contes, Fayard, 1992  (ISBN 2-213-02677-7). Chapitre intitulé Geneviève de Brabant.

## Analogies
Édouard Gauttier d'Arc, dans le tome VI de sa version des Mille et une nuits (1823), fait remarquer que le conte Histoire de la Sulthane et de ses trois Filles rappelle l'aventure de Geneviève de Brabant.